# Przegonia
Przegonia (deutsch Heidekrug, Kreis Belgard/Pommern) ist ein Dorf in der polnischen Woiwodschaft Westpommern und gehört zur Gmina Białogard (Landgemeinde Belgard) im Powiat Białogardzki (Belgarder Kreis).

## Geographische Lage
Przegonia liegt acht Kilometer südöstlich der Kreisstadt Białogard am rechten Ufer der Parsęta (Persante) an der Woiwodschaftsstraße 163 von Kołobrzeg (Kolberg) nach Wałcz (Deutsch Krone), der früheren deutschen Reichsstraße 124. Die nächste Bahnstation ist Białogard an den Staatsbahnlinie Stargard in Pommern-Danzig und Neustettin-Kolberg. Zwischen 1905 und 2007 bestand Bahnschluss über den Haltepunkt Moczyłki (Springkrug) an der Kleinbahnlinie Belgard-Schwellin der Köslin–Belgarder Bahnen.

## Geschichtliches
Die kleine Kolonie Heidekrug war bis 1945 mit den Siedlungen Springkrug und Sternkrug in die Gemeinde Roggow (heute polnisch: Rogowo) eingegliedert. Hier lebten damals 122 Einwohner in 12 Wohnhäusern. Roggow war Amtssitz und Sitz eines Standesamtes und gehörte zum Landkreis Belgard (Persante) im Regierungsbezirk Köslin der preußischen Provinz Pommern.
Seit 1945 gehört der jetzt Przegonia genannte Ort zu Polen und ist heute Teil der Gmina Białogard (Landgemeinde Belgard) im Powiat Białogardzki (Belgarder Kreis) der Woiwodschaft Westpommern (1975–1998 Woiwodschaft Köslin). Die Siedlung ist dem Schulzenamt (sołectwo) Byszyno (Boissin) zugeordnet. Hier leben heute etwas mehr als hundert Einwohner.

## Kirche
Bis 1945 war die Bevölkerung von Heidekrug fast ausnahmslos evangelischer Konfession. Der Ort gehörte zum Kirchspiel der Belgarder Marienkirche im Kirchenkreis Belgard im Ostsprengel der Kirchenprovinz Pommern der Kirche der Altpreußischen Union. Letzter deutscher Geistlicher war Superintendent Johannes Zitzke, der bis 1947 in Białogard bleiben konnte.
Seit 1945 leben in Przegonia mehrheitlich katholische Einwohner. Sie gehören zur Pfarrei Byszyno im Dekanat Białogard im Bistum Köslin-Kolberg der Katholischen Kirche in Polen. Evangelische Kirchenglieder sind heute dem Pfarramt Koszalin (Köslin) in der Diözese Pommern-Großpolen der Evangelisch-Augsburgischen Kirche in Polen zugeordnet. Gottesdienstort ist die Georgenkirche Białogard.

## Schule
Die Kinder aus Heidekrug besuchten bis 1945 die zweiklassige Volksschule in Roggow (heute polnisch: Rogowo). Die letzten deutschen Lehrer waren Franz Schülke und Leonhard Redel.